# Lucas Vila
Lucas Vila (Buenos Aires, 23 de agosto de 1986) es un jugador argentino de hockey sobre césped. Formó parte de la Selección nacional. Se formó en el Club Banco Provincia de Buenos Aires, con el que fue campeón metropolitano en 2004 y 2011. En 2020 recibió el Premio Konex por su trayectoria deportiva en la última década.
Es hermano de los exjugadores de hockey sobre césped Matías y Rodrigo Vila.
En febrero de 2022, se retiró de la Selección nacional. En octubre del mismo año, decidió regresar al equipo nacional. En enero de 2023, anunció su retiro definitivo luego de participar en el Campeonato Mundial realizado en la India.

## Carrera deportiva
Lucas Vila se formó en las categorías inferiores del Club Banco Provincia de Buenos Aires. En 2004 comenzó a jugar en mayores en su club y en 2007, con 21 años, debutó en la Selección mayor.

### Palmarés
- 2004: campeón del Torneo Metropolitano con el Club Banco Provincia. En el equipo también se encontraban sus hermanos mayores Matías y Rodrigo.[3]
- 2005: integró la Selección juvenil argentina que fue campeona panamericana en Cuba y campeona mundial en Róterdam, primer título mundial de una Selección masculina de hockey.[4]
- 2007: campeón del Champions Challenge.
- 2008: medalla de bronce en el Champions Trophy.
- 2011: medalla de oro en los Juegos Panamericanos de Guadalajara y campeón metropolitano con Banco Provincia.[5]
- 2014: medalla de bronce en el Campeonato Mundial.[6]
- 2015: medalla de oro en los Juegos Panamericanos de Toronto.
- 2016: medalla de oro en los Juegos Olímpicos de Río de Janeiro.[7]
- 2019: medalla de oro en los Juegos Panamericanos de Lima.[8]
- 2022: medalla de oro en los Juegos Suramericanos.